# U2:UV Achtung Baby Live at Sphere
Tournées par U2
The Joshua Tree Tour 2019
U2:UV Achtung Baby Live at Sphere est une série de concerts du groupe de rock irlandais U2 à la Sphere at The Venetian Resort à Paradise, Nevada, dans la vallée de Las Vegas. Prévu pour comprendre 40 concerts du 29 septembre au 2 mars 2024, l'engagement inaugurera la Sphère avec des performances centrées sur l'album Achtung Baby sorti en 1991. Les concerts exploiteront les capacités vidéo et sonores immersives du lieu, qui comprennent un écran LED intérieur enveloppant de résolution 16K, des haut-parleurs dotés de Beamforming (technologies de formation de faisceaux) et de synthèse de champ d'ondes (en), ainsi que des effets physiques 4D. Divers médias ont qualifié U2:UV Achtung Baby de « résidence », bien que le groupe l'ait plutôt qualifié de « lancement de salle ».
Cette série de concerts se fera sans le batteur de U2. Larry Mullen Jr. qui est en convalescence ; il se remet d'une opération chirurgicale visant à résoudre ses problèmes de santé au niveau des genoux, des coudes et de la nuque, répercussions physiques de la pratique de son instrument. C'est la toute première fois depuis 1976 que le groupe se produit sans lui. Le batteur néerlandais Bram van den Berg, du groupe Krezip, le remplace pour cette série de concerts,. Après des premières rumeurs en juillet 2022, l'engagement de U2 pour l'inauguration de la Sphère est annoncé par une publicité télévisée lors du Super Bowl LVII en février 2023, suivi en avril et mai par la confirmation de dates de concerts spécifiques et la mise en vente des billets.

## Arrière-plan
La Sphere at The Venetian Resort, anciennement MSG Sphere, est annoncée en février 2018, en tant que projet conjoint entre la Madison Square Garden Company (MSG) et Las Vegas Sands Corporation. Le site est commercialisé pour son potentiel à immerger le public avec des capacités sonores et vidéo révolutionnaires. Mesurant 112 mètres de haut et 157 mètres de large à son point le plus large, la Sphère est située à l'est du complexe « vénitien » de Las Vegas Sands, juste à côté du Strip de Las Vegas. L'inauguration des travaux du site a lieu en septembre 2018 avec un espoir d'ouverture en 2021. Cependant, en mars 2020, MSG Entertainment annonce que le chantier est interrompu en raison de la pandémie de COVID-19. En août, l'entreprise déclare que la construction a repris et que l'ouverture de la Sphère est reportée à 2023,.
L'idée d'organiser des concerts pour le 30e anniversaire de l’album Achtung Baby de U2 sorti en 1991 est apparue pour la première fois en 2021, alors que le groupe se demandait s'il devait commémorer cet événement d'une manière ou d'une autre pendant la pandémie. Le groupe a également envisagé la possibilité de suivre le même modèle que ses tournées de concerts de 2017 et 2019 qui commémoraient le 30e anniversaire de leur album de 1987 The Joshua Tree. Pour le bassiste Adam Clayton, leur plus grande question était de savoir comment d'éventuels concerts d'anniversaire pourraient s'appuyer sur leur tournée Zoo TV de 1992 et 1993 qui soutenait Achtung Baby : « Comment mettre à jour le concept de Zoo TV ? Parce que toutes les prédictions de Zoo TV se sont réalisées : les fausses nouvelles, la surcharge médiatique, la génération MTV, les guerres menées à la télévision avec des systèmes de caméras qui pourraient suivre un missile dans la rue, comme c'était le cas à l'époque lors de la guerre entre l'Irak et le Koweït. Nous avons donc pensé : nous ne pouvons pas éliminer cela [sur la route]. »

## Réservation

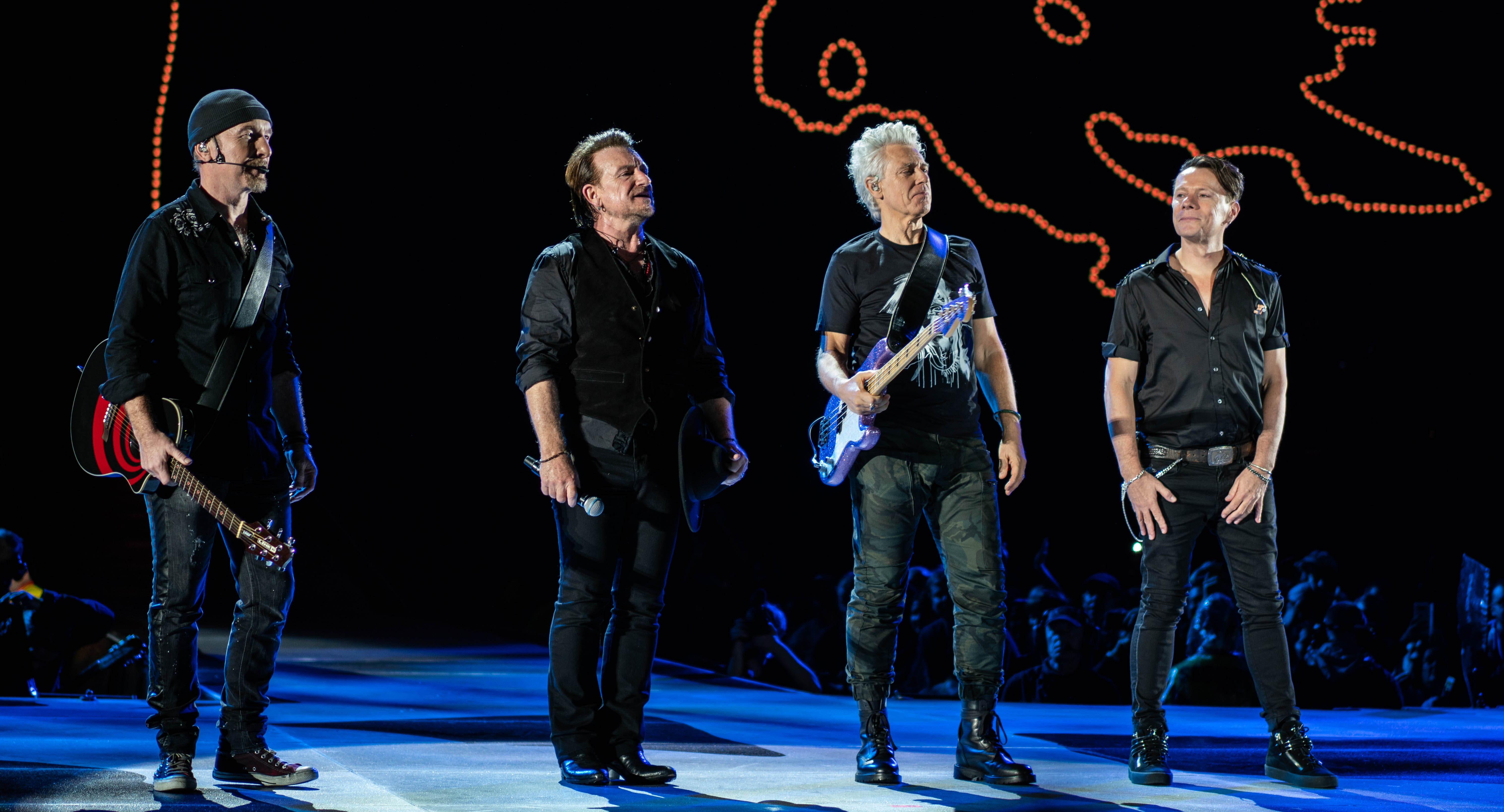
Les concerts de U2 à la Sphere seront les premiers depuis le Joshua Tree Tour 2019 (photo). Le batteur Larry Mullen Jr. (à droite) n'y participera pas afin de se remettre d'une opération chirurgicale.

D'après The Edge, Le guitariste de U2, le groupe entend parler de la Sphere pour la première fois vers 2021, car à l'époque ils souhaitaient rester informés des technologies émergentes pour les concerts, en particulier l'audio en “live”. Après avoir interrogé les membres de leur équipe sur ce nouveau lieu, U2 apprend que « des démarches ont déjà été faites, de manière très provisoire, pour qu'ils fassent partie d'un éventuel événement inaugural. » Le promoteur de concerts Peter Shapiro, qui était producteur du film de concert du groupe U2 3D, contacte Bono pour la première fois à l'automne 2021 avec l'idée que U2 inaugure la Sphere.
Après avoir discuté avec Shapiro et James L. Dolan, directeur général de MSG Entertainment, Bono appelle en août 2021 l'ingénieur du son de U2, Joe O'Herlihy, pour lui parler du système audio de la Sphere fourni par la société allemande Holoplot. À la demande de Bono, O'Herlihy se rend en Allemagne et assiste à une démonstration du système de haut-parleurs dans un hall industriel de Leipzig. Il le teste alors avec des enregistrements de la musique de U2. Au départ, Joe O’Herlihy a l'intention de visiter l’entreprise pendant une journée mais il reste finalement une semaine. À son retour en Irlande, il est convaincu que le système Holoplot est « l'avenir de [son] industrie » et que U2 doit travailler avec eux ».
Bono et Edge visitent ensuite les Sphere Studios, une réplique à l'échelle d'un quart de la Sphère située à Burbank en Californie, pour une démonstration des éventuelles capacités sonores et vidéo du lieu. Le duo quitte la réunion enthousiasmé, mais l’équipe créative les a prévenu que l'idée de concevoir un spectacle ne serait pas facile. L’intérêt pour un potentiel spectacle afin de commémorer Achtung Baby s’est concentré autour de l’idée de ne pas tourner une production de concert complexe dans l’ère post-COVID. Ensuite, les négociations commencent sérieusement au début de 2022.
Ainsi, le groupe devait initialement se produire à la Sphere en 2021 pour marquer l'ouverture de la salle et commémorer le 30e anniversaire de leur album de 1991 Achtung Baby. Cependant, les retards de construction dus à la pandémie de COVID-19 entraînent le report des concerts jusqu'en 2023. En novembre 2022, Larry Mullen Jr. annonce qu'il a besoin d'une intervention chirurgicale pour continuer à jouer, car il a « beaucoup de morceaux qui tombent des coudes, des genoux, du cou. » Il ajoute que si U2 se produit en 2023, ce sera probablement sans lui. Comme les concerts de Sphere ont déjà été reportés une fois, les reprogrammer n'est alors pas une option pour le groupe, The Edge déclarant « Nous avons pris un engagement. » Irving Azoff, le directeur du divertissement qui a aidé Dolan à sécuriser le terrain sur lequel la Sphère a été construite, précise que le groupe a la possibilité de se produire à la Sphère pendant encore deux ans.
Le directeur général de MSG Network, James L. Dolan, a payé 10 millions de dollars à U2 pour la série de concerts, en plus des 90% des recettes garanties qu'ils devraient gagner pour chaque concert, et d'une garantie de 4 millions de dollars par concert de la part de Live Nation. En 2022, Irving Azoff confie U2 à un client de gestion de talents, succédant à Guy Oseary après neuf ans en tant que manager du groupe.

## L'annonce

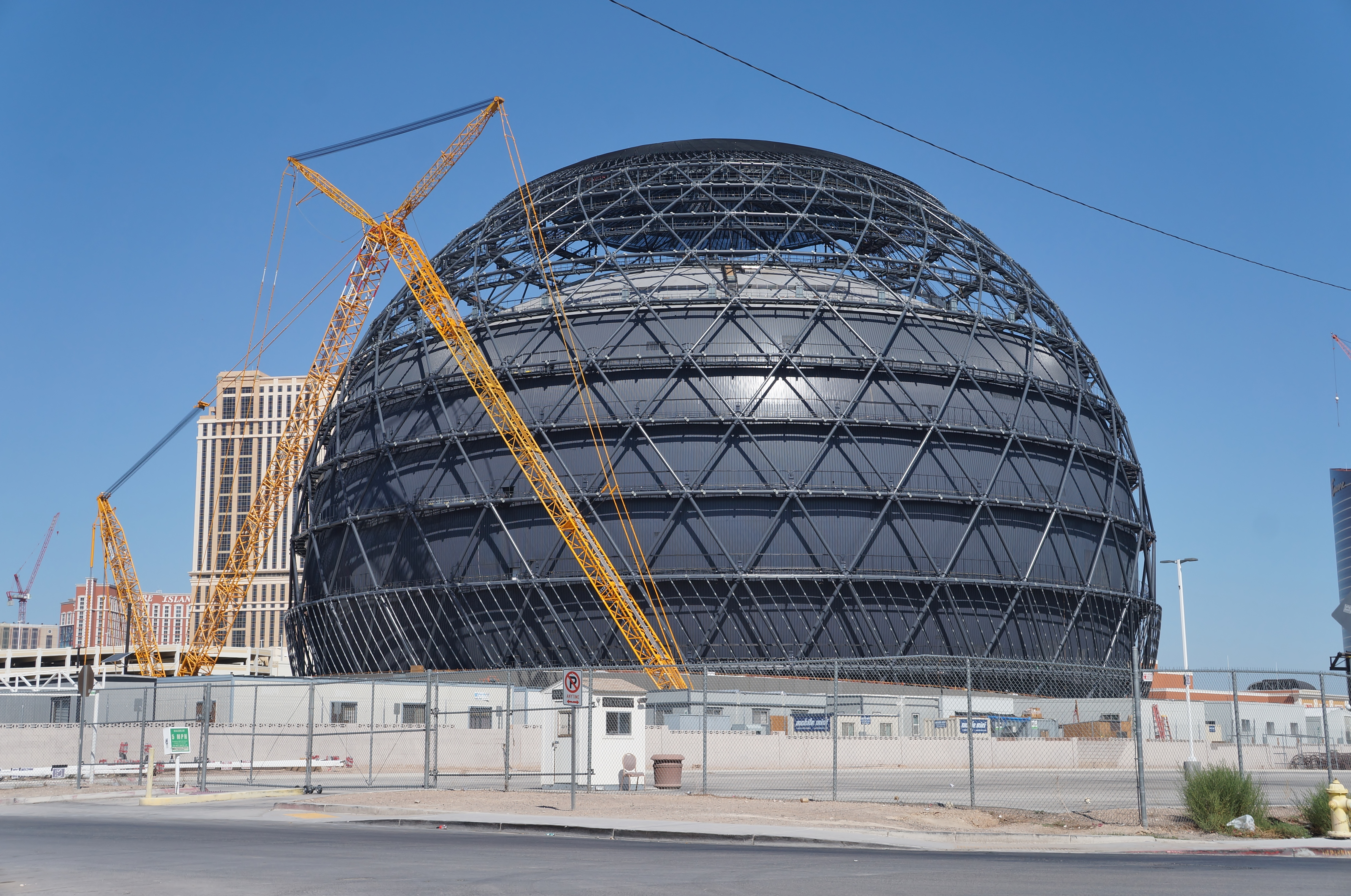
La Sphere at The Venetian Resort en construction en september 2022.

En juillet 2022, Billboard annonce pour la première fois que U2 a conclu un accord pour jouer en concerts en résidence à la Sphere de Las Vegas pour l'ouverture de la salle prévue en 2023. En novembre 2022, au cours d'une interview avec Brendan O'Connor sur RTÉ One, Bono évoque les rumeurs de résidence à la Sphere en disant « Je ne peux pas annoncer Vegas, vous devrez me tirer dessus. Mais si cela arrive, je peux vous le promettre. Ça ne ressemblera à rien de ce que vous avez jamais vu à Las Vegas ou ailleurs. C'est le plus extraordinaire… Si cela se produit, c'est une grande folie à 100. » Bono déclare également que « les concerts seraient centrés sur Achtung Baby » et qu'il pense « qu'ils « doivent vraiment l'honorer. ».
Les concerts n'ont pas été confirmés avant le 12 février 2023, date à laquelle une publicité télévisée du Super Bowl LVII a été diffusée pour annoncer officiellement l'engagement du groupe pour une série de concerts à la Sphere intitulée U2:UV Achtung Baby Live at the Sphere. Dans cette publicité, un objet volant non identifié, qui se révèle contenir un bébé désincarné, vient planer au-dessus de plusieurs villes et les fans de U2 sont mystérieusement transportés dans le désert. Les journalistes ont trouvé la publicité étrangement d'actualité, car les semaines et les jours précédents le Super Bowl, plusieurs objets aériens inconnus ont été observé,,.

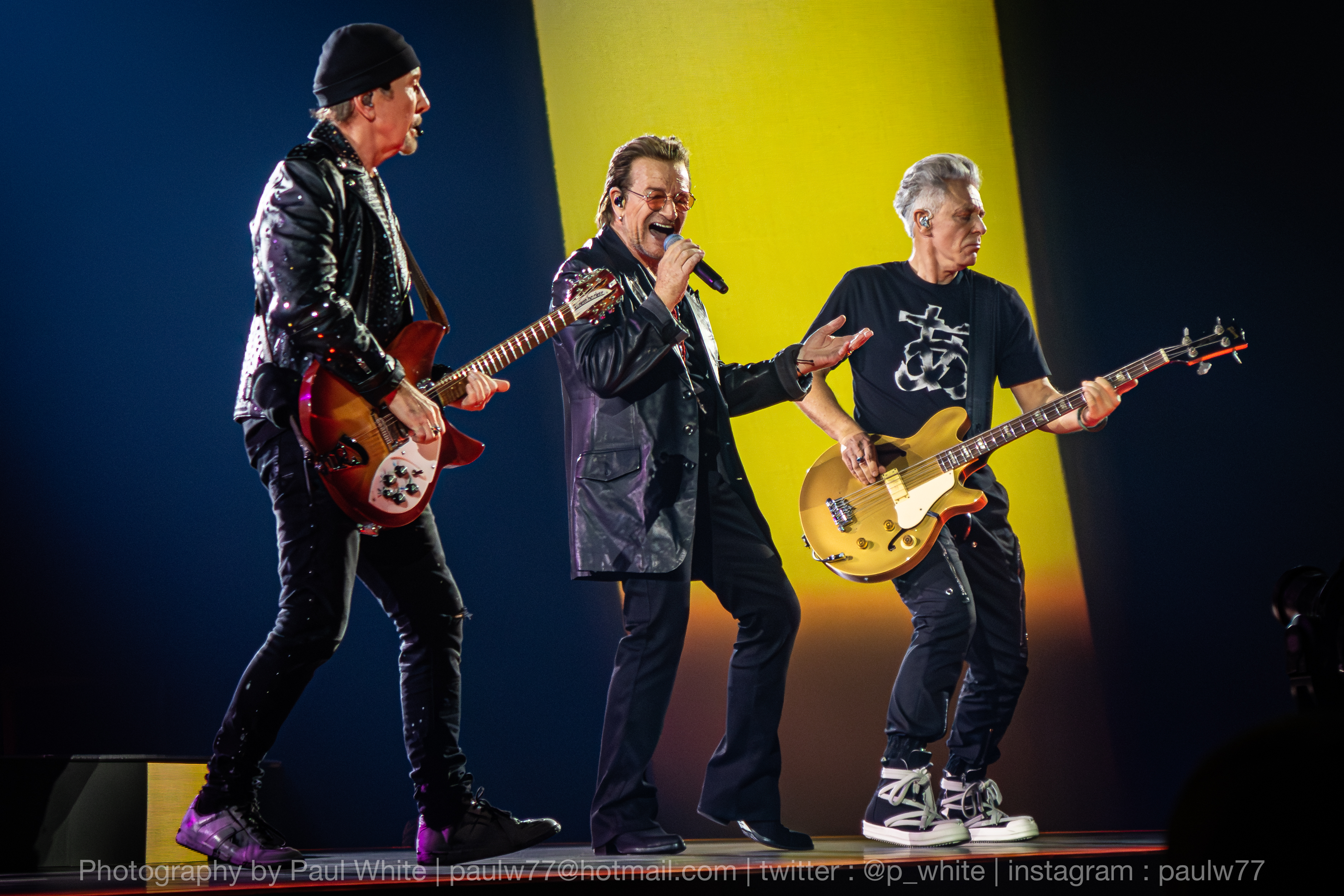
Les membres de U2, The Edge, Bono et Adam Clayton lors du concert d'ouverture de la résidence à la Sphere de Las Vegas.

L'annonce confirme que les concerts seront axés sur Achtung Baby et que Larry Mullen n'y participera pas afin de bien se remettre de son opération. Ce sera la première fois depuis 1976 que U2 se produira sans lui ; le batteur néerlandais Bram van den Berg du groupe Krezip le remplacera. Dans une déclaration commune, Bono, The Edge et le bassiste Adam Clayton ont dit « Il faudra tout ce que nous avons pour aborder la Sphère sans notre camarade de groupe à la batterie, mais Larry s'est joint à nous pour accueillir Bram van den Berg qui est une force à part entière. Nous sommes le bon groupe, Achtung Baby le bon album et The Sphere le bon lieu pour faire passer l'expérience musicale live au niveau supérieur. »
Divers médias ont qualifié de résidence les concerts U2:UV Achtung Baby Live at Sphere bien que le groupe l'ait plutôt qualifié de “lancement de lieu”. Les Pollstar Awards définissent une résidence comme une série de 10 ou plus de spectacles dans un même lieu. The Edge dit qu'il ne considérait pas leur présence comme une résidence de concert traditionnelle en raison de la disponibilité de la Sphère limitant le nombre de spectacles possibles, mais aussi parce qu'il considère les motivations du groupe pour accepter ces performances comme étant créatives. Par ailleurs, il reconnait que les résidences à Las Vegas ont tendance à être perçues négativement par certains comme étant « très show-biz ». Pour ce qui concerne U2, il dit « c'est le lieu et la technologie qui sont vraiment le piège pour nous, et l'accroche. Parce que lorsque nous avons découvert ce que ce lieu nous offrait réellement sur le plan créatif, nous avons été complètement intrigués. Et plus nous en apprenions, plus nous de le percevions comme un basculement… comme un défi. »

## Billetterie
Les dates des concerts et les détails de la vente des billets pour U2:UV Achtung Baby Live at Sphere sont annoncés le 24 avril 2023. Initialement, cinq dates du 29 septembre 2023 au 8 octobre 2023 ont été annoncées. Les abonnés de U2.com ont alors une première opportunité de demander de billets via Ticketmaster Request, avec une date limite fixée au 26 avril. Une prévente supplémentaire est annoncée pour le 27 avril ; pour assister à un concert, les fans doivent s'inscrire sur la plateforme Verified Fan de Ticketmaster avant le 26 avril, puis être sélectionnés. Le détaillant prévoit d'organiser une vente aux enchères grand public à partir du 28 avril pour proposer les billets restants des préventes.
Après qu'un million de demandes de billets ont été soumises dès le premier jour, le 25 avril, il est annoncé que sept concerts sont ajoutés du 11 au 25 octobre. Deux jours plus tard, cinq autres concerts sont annoncés, s'étendant du 27 octobre au 4 novembre ; l'annonce confirme que seuls les fans déjà inscrits sur la plateforme Verified Fan sont éligibles pour participer à la prévente des concerts nouvellement ajoutés. En fin de compte, la demande de prévente de billets est si élevée que Ticketmaster annonce qu'aucune vente au grand public n'aura lieu,. Le 12 mai, huit autres concerts sont ajoutés du 1er au 16 décembre, portant la durée de la résidence à 25 concerts en 2023.

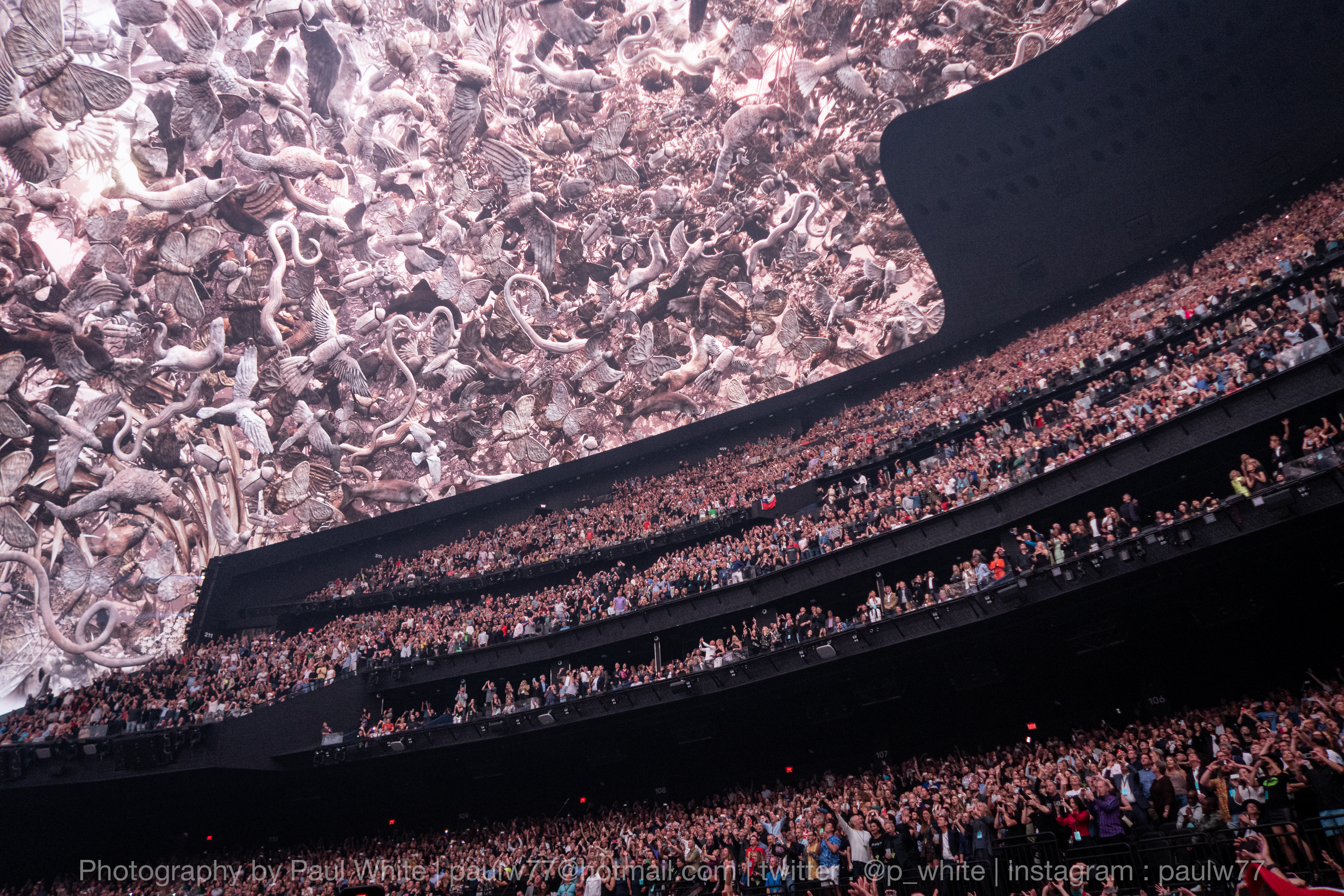
Une vue des différents niveaux de sièges et de l'écran LED enveloppant de la Sphere, vu depuis la zone d'admission générale. Le surplomb du deuxième niveau diminue la vue sur l'écran pour certains sièges dans le fond du niveau inférieur.

Par la suite, les représentants de Sphere et de U2 annoncent que 60 % des billets sont encore disponibles à moins de 300 dollars. Au moment où les billets sont mis en vente pour la première fois, les prix varient entre 140 dollars (pour les sièges du niveau supérieur) et 500 dollars (pour les sièges du niveau inférieur), des chiffres tout compris qui tiennent déjà compte des frais. De plus, les billets pour la « Zone Rouge », une section VIP surélevée, sont d'abord proposés au prix de 600 dollars et limités à 50 par concert ; les bénéfices des billets VIP reviendront à (RED), l'organisation co-fondée par Bono pour lutter contre le VIH/SIDA,. Initialement, le prix moyen du billet est d'environ 390 dollars. Plutôt que d'être statiques, les prix dynamiques leur permettent de fluctuer en fonction de l'évolution de la demande. Moins d'une semaine après la mise en vente des billets, les sièges qui coûtaient initialement 140 dollars sont affichés à 1 250 dollars, tandis que les billets VIP sont passés de 600 à 6 000 dollars. Au cours de la semaine précédant le début de la résidence, le New York Times annonce que les prix « varient récemment entre 268 et 1 240 dollars », mais note que les billets pour la soirée d'ouverture sont toujours disponibles auprès de Live Nation quatre jours avant et que les revendeurs ont des listes de billets inférieures à leur valeur nominale. Des forfaits hôteliers et des surclassements VIP pour les concerts sont parallèlement vendus par l'intermédiaire de la société hôtelière Vibee.
En mai 2023, des centaines de personnes ayant acheté des billets dans la section premium du niveau 100 inférieur de la Sphere ont été informées que leurs sièges avaient une vue obstruée sur l'écran enveloppant, à cause du surplomb du deuxième niveau juste au-dessus. Environ 800 des 17 500 sièges de la salle sont concernés par ce problème. Les organisateurs du concert ont proposé des remboursements aux détenteurs des billets concernés, ainsi que l'accès à une prévente concernant les spectacles de décembre pour des sièges offrant une vue dégagée.
Le 19 octobre 2023, le groupe a annoncé que U2:UV Achtung Baby serait prolongé avec 11 concerts supplémentaires du 26 janvier au 18 février 2024. Cette prolongation porte alors la durée de la résidence à 36 spectacles. Une prévente pour les abonnés de U2.com commence le même jour que l'annonce, et une vente grand public a suivi le 25 octobre.
Le 1er décembre 2023, une vente promotionnelle spéciale est proposée aux étudiants universitaires de la région de Las Vegas, au cours de laquelle les billets d'admission générale pour les concerts de 2024 sont au prix de 25 dollars chacun.
Le 4 décembre 2023, U2 prolonge une dernière fois la résidence en annonçant que quatre concerts sont ajoutés, s'étalant du 23 février au 2 mars 2024. Cela porte ainsi la durée totale de la résidence à 40 concerts. Une prévente de billets pour ces quatre dates ont été proposée aux abonnés de U2.com jusqu'au 5 décembre, suivie d'une vente au grand public qui a débuté le 8 décembre.

## Scénographie et production de spectacles

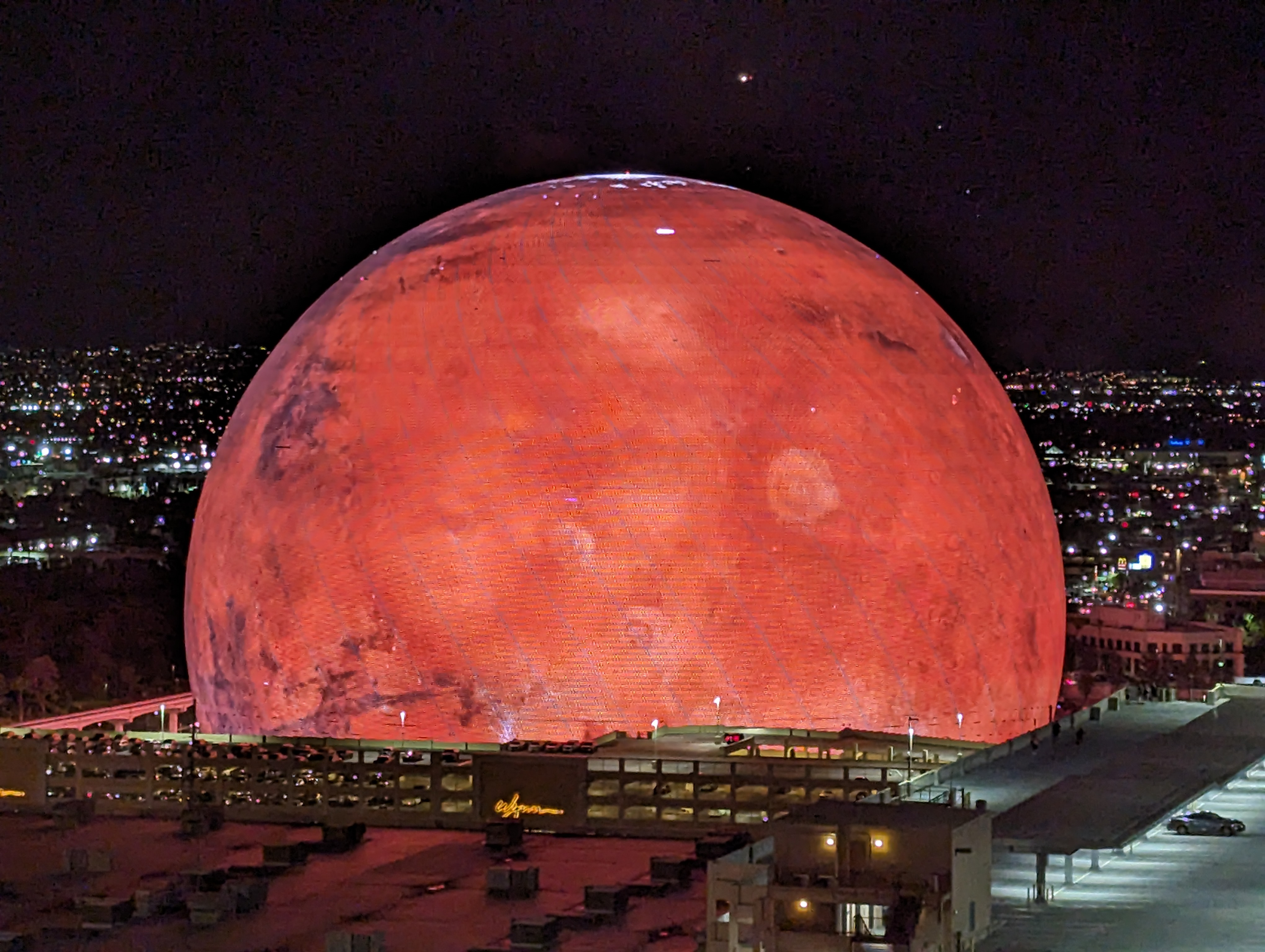
Les panneaux LED extérieurs de la Sphère affichant la surface de Mars.

Les concerts pour U2:UV Achtung Baby exploiteront les capacités vidéo et sonores immersives de la Sphère. Le lieu sera équipé d'un écran LED de 15 000 m2, comprenant 268 435 456 pixels à une résolution de 16 000 × 16 000 qui enveloppe l'intérieur du lieu. C'est l'écran LED avec la plus haute résolution au monde, selon Sphere Entertainment,,,,. Le système audio de la Sphere, baptisé « Sphere Immersive Sound », comporte des capacités audio spatiales. Il est basé sur le modèle de haut-parleur X1 Matrix Array d'Holoplot, qui utilise le Beamforming (technologies de formation de faisceaux) et de synthèse de champ d'ondes (en), et dispose de 96 haut-parleurs dans chaque unité,. Le système audio comprend 1 586 haut-parleurs installés en permanence et 300 modules mobiles, 99 % du système étant caché derrière l'écran LED ; au total, il comprend 167 000 haut-parleurs et pèse 179 220 kg. La salle contiend également des fonctionnalités 4D multisensorielles telles que le parfum et le vent, ainsi qu'une technologie haptique sur 10 000 sièges. L'exosphère du bâtiment présente le plus grand écran LED au monde, mesurant 54 000 m2 avec une résolution de 19 000 x 13 500 pixels.
Les spectacles utiliseront des images de catastrophes naturelles et d'événements météorologiques violents fournies par StormStock de Prairie Pictures.

## Première partie
En première partie de U2, se produira Pauli "the PSM" Lovejoy (en), un batteur et multi-instrumentiste basé au Royaume-Uni qui est le directeur musical de la tournée Love on Tour 2021-2023 d'Harry Styles.

## Promotion

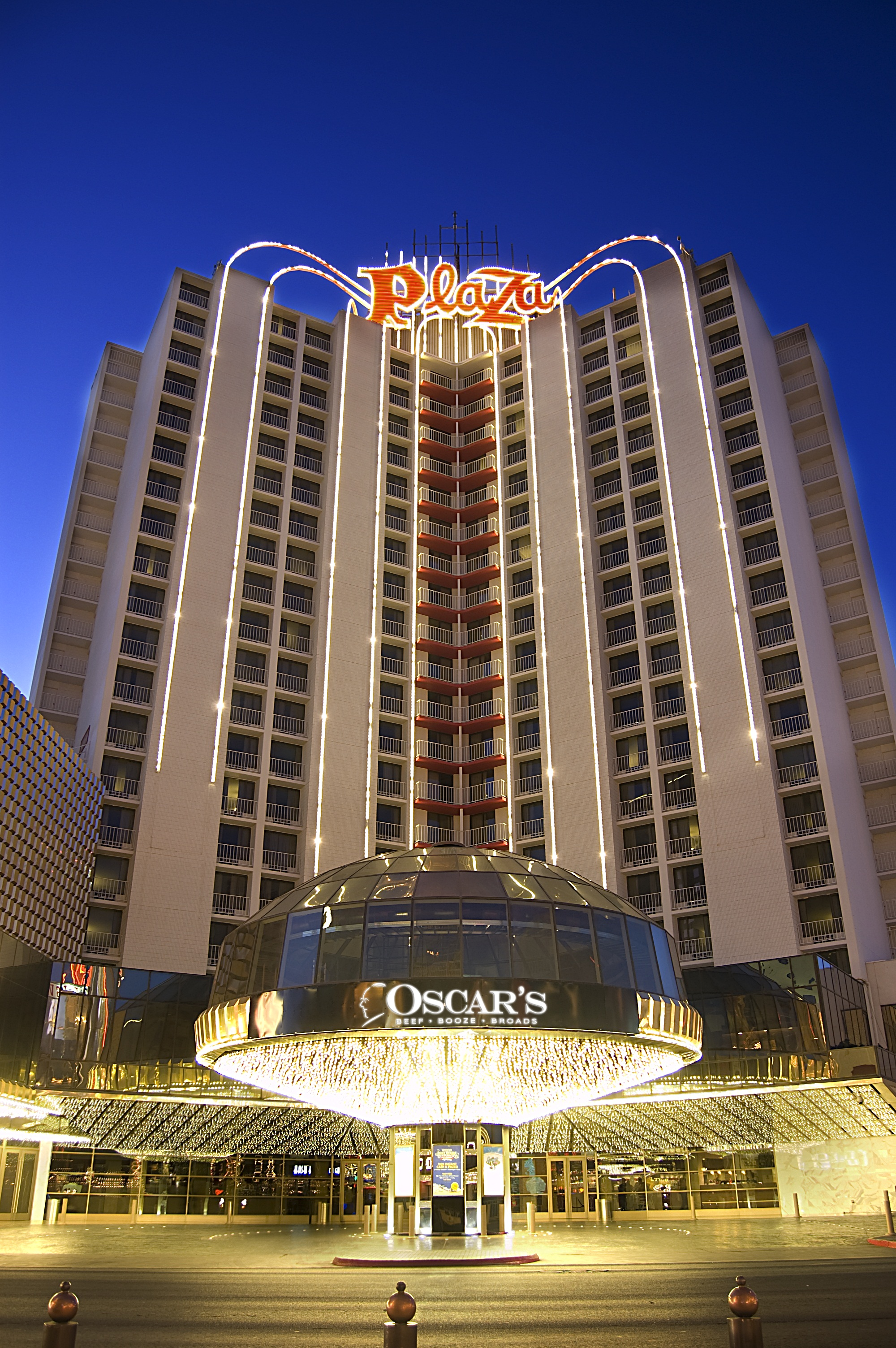
Le Plaza Hotel & Casino, où a eu lieu le tournage de la vidéo de U2 pour le single Atomic City sur le thème de Las Vegas.

Le 29 août 2023, un mois avant le premier concert de U2:UV Achtung Baby Live at Sphere, la Sphère commence à en faire la promotion sur l'écran LED externe du site avec une vidéo publicitaire de la série de concerts de U2.
Le 16 septembre 2023, U2, commence le tournage d'un clip pour un nouveau single sur le thème de Las Vegas intitulé Atomic City. Avec le groupe installé sur le plateau d'une semi-remorque d'un camion en mouvement, le tournage commence sur la 3e Street Stage sur Fremont Street pour culminer à minuit au Carousel Bar en face du Plaza Hotel & Casino (en), où ils ont été accueillis par une foule composée de 250 figurants. En plus de plusieurs prises d'Atomic City, U2 interprète également I Still Haven't Found What I'm Looking For, dont le clip avait été tourné sur Fremont Street en 1987. À la batterie, Larry Mullen participe au tournage de la vidéo, malgré son absence prévue pendant les concerts de UV Achtung Baby Live at Sphere.
À partir du 28 septembre 2023, une exposition intitulée Zoo Station : A U2:UV Experience ouvre ses portes au Venetian Resort, comprenant 1 100 m2 d'espace sur deux étages afin de présenter des souvenirs et des expositions interactives liées à U2. Conçue en collaboration avec Gavin Friday, ami d'enfance de Bono et directeur créatif de longue date du groupe, l'exposition comprendra une galerie de photographies et de vidéos prises par Anton Corbijn, une boutique éphémère de marchandises et Zoo TV Cinema, un cinéma projetant cinq films réalisés par The Edge.

## Premier concert
L'ouverture de la Sphère a lieu le soir du vendredi 29 septembre 2023. Des milliers de personnes convergent pour assister au concert inaugural de U2 en résidence. Le groupe irlandais baptise l'arène avec la première soirée d'Achtung Baby Live at Sphere. La maire de Las Vegas, Carolyn Goodman, a rejoint le champion de tennis Andre Agassi (originaire de Las Vegas) et d'autres stars des industries du divertissement et du sport sur le tapis rouge pour la soirée d'ouverture,.

### Set list
La set list suivante a été interprétée le 29 septembre 2023 pour le concert d'ouverture de la résidence :
Achtung Baby Partie 1
1. Zoo Station
2. The Fly
3. Even Better Than the Real Thing
4. Mysterious Ways
5. One (+ extraits de paroles de Purple Rain et Love Me Tender)
6. Until the End of the World
7. Who's Gonna Ride Your Wild Horses
8. Tryin' to Throw Your Arms Around the World (en)

Interlude Rattle and Hum
1. All I Want Is You
2. Desire (+ extraits de paroles de Love Me Do)
3. Angel of Harlem (+ extraits de paroles de Into the Mystic et Dancing in the Moonlight (en))
4. Love Rescue Me

Achtung Baby Partie 2
1. So Cruel
2. Acrobat
3. Ultraviolet (Light My Way)
4. Love Is Blindness

Rappel
1. Elevation (+ extraits de paroles de My Way)
2. Atomic City
3. Vertigo
4. Where the Streets Have No Name
5. With or Without You
6. Beautiful Day (+ extraits de paroles de Sgt. Pepper's Lonely Hearts Club Band (Reprise) et Blackbird)